# 왕멍 (쇼트트랙 선수)
왕멍(중국어: 王濛, 병음: Wáng Méng, 한자음: 왕몽, 1985년 4월 10일~)은 중화인민공화국의 은퇴한 쇼트트랙 선수이다.
2006년 동계 올림픽에서 500m 금메달, 1000m 은메달, 1500m 동메달을 차지했으며 2010년 동계 올림픽에서 500m와 1000m 금메달을 비롯, 3000m 계주에서 중화인민공화국 여자 쇼트트랙 대표팀의 일원으로 금메달을 차지하였다.

## 트리비아
- 왕멍은 2007년 동계 아시안 게임 때 여자 쇼트트랙 1,500m에서 금메달을 놓치자 대표팀 감독을 비난하고 소속 팀으로 복귀하겠다는 부적절한 발언을 했고 이로 인해 중국 동계 스포츠 위원회로부터 쇼트트랙 대표팀에 부정적인 영향을 끼치게 한 책임을 물어 세계 쇼트트랙 선수권 대회 출전을 금지당하는 징계를 받았다.[1]
- 왕멍은 2010년 동계 올림픽에서 여자 쇼트트랙 3000m 계주 결승전 경기가 끝난 직후 중국의 금메달을 자축하기 위해 동료들과 함께 코치진이 있는 펜스 위를 넘다가 장후이 선수의 얼굴을 스케이트 날로 쳤고 이로 인해 장후이 선수가 피를 흘리는 사고가 일어나기도 했다.[2]
- 왕멍은 2013년 세계 쇼트트랙 선수권 대회에서 여자 3000m 슈퍼 파이널 경기를 치르던 중 박승희 선수를 고의로 밀쳐서 페널티를 받았다. 왕멍이 완주까지 네 바퀴를 남겨둔 상황에서 곡선 주로를 인코스로 활주하고 있을 때였다. 박승희 선수가 아웃 코스로 왕멍을 추월하려는데, 이때 왕멍이 손을 사용해 박승희 선수를 바깥 쪽으로 밀쳐냈다. 왕멍의 반칙으로 박승희 선수는 균형을 잃고 궤도 밖으로 완전히 밀려났고, 결국 6등으로 결승선을 통과했다. 한편 이 경기가 있던 당시 왕멍은 종합 순위에서 1위를 달리고 있었는데, 박승희 선수가 이 경기에서 3등 이상의 등수를 기록하면 박승희 선수에게 1위 자리를 내줘야 하는 상황이었다. 하지만, 박승희 선수가 이 경기에서 저조한 성적을 거둔 덕분에 왕멍은 페널티를 받고서도 종합 순위 1위 자리를 수성하는 데 성공했다. 그로써 왕멍은 종합 순위 1위를 확정 지으려 고의적인 반칙을 했다는 의심과 함께 일부 언론과 네티즌들의 빈축을 사게 되었다.[3]